# Felicitas Woll
Felicitas Woll, född 20 januari 1980 i Homberg (Efze) i Tyskland, är en tysk skådespelare. Hon är känd från TV-serien Berlin, Berlin och TV-filmen Dresden. Hon har fått flera utmärkelser, bland annat Guldrosen.